# Swedish Open 1988
Lo Swedish Open 1988 è stato un torneo di tennis giocato sulla terra rossa. 
È stata la 41ª edizione del torneo, che fa parte della categoria del Nabisco Grand Prix 1988 e della Tier V nell'ambito del WTA Tour 1988. Sia il torneo maschile che quello femminile si sono giocati a Båstad in Svezia, quello maschile dall'11 al 17 luglio, quello femminile dal 4 al 10 luglio 1988.

## Campioni

### Singolare maschile
Marcelo Filippini ha battuto in finale  Francesco Cancellotti con il punteggio di 2–6, 6–4, 6–4

### Singolare femminile
Isabel Cueto ha battuto in finale  Sandra Cecchini con il punteggio di 7–5, 6–1

### Doppio maschile
Patrick Baur /  Udo Riglewski hanno battuto in finale  Stefan Edberg /  Nicklas Kroon con il punteggio di 6–7, 6–3, 7–6

### Doppio femminile
Sandra Cecchini /  Mercedes Paz hanno battuto in finale  Linda Ferrando /  Silvia la Fratta con il punteggio di 6–0, 6–2